# Kamwanga
Kamwanga ist ein Verwaltungsbezirk (Ward) des Distrikts Longido in der tansanischen Region Arusha.

## Geografie
Kamwanga liegt im Norden von Tansania rund 80 Kilometer nordöstlich von Arusha, an der Grenze zu Kenia. Der Bezirk ist ein schmaler Streifen zwischen der keniatischen Grenze und dem Kilimandscharo in etwa 1600 Meter Seehöhe.
Im Nordosten grenzt der Bezirk an Kenia, im Süden an Motamburu Kitendeni des Distrikts Rombo und Ndumeti des Distrikts Siha und im Westen an Olmolog.
Kamwanga hat eine Fläche von 49,8 Quadratkilometern. Bei der Volkszählung 2022 lebten hier 13.053 Menschen in 3060 Haushalten.

## Gliederung
Der Bezirk besteht aus drei Gemeinden (Mtaa) mit zwölf Orten (Kitongoji):
| Kamwanga - Nagilengos - Lalarashi - Mlimani Park - Lepayon - Emurutoto | Kitenden - Kitenden - Misigiyo - Engokola | Irkaswa - Mkulima - Kilimanyuki - Mzalendo - Kijiweni |

## Wirtschaft und Infrastruktur
- Bildung: Bis 2009 gab es keine Schule in Kamwanga, bis 2013 wurde drei Grundschulen eröffnet.[7]
- Gesundheit: Im Bezirk liegen drei staatliche Apotheken, je eine in den Gemeinden Kamwanga,[8] Kitenden[9] und Irkaswa.[10]